# Palais du Luxembourg

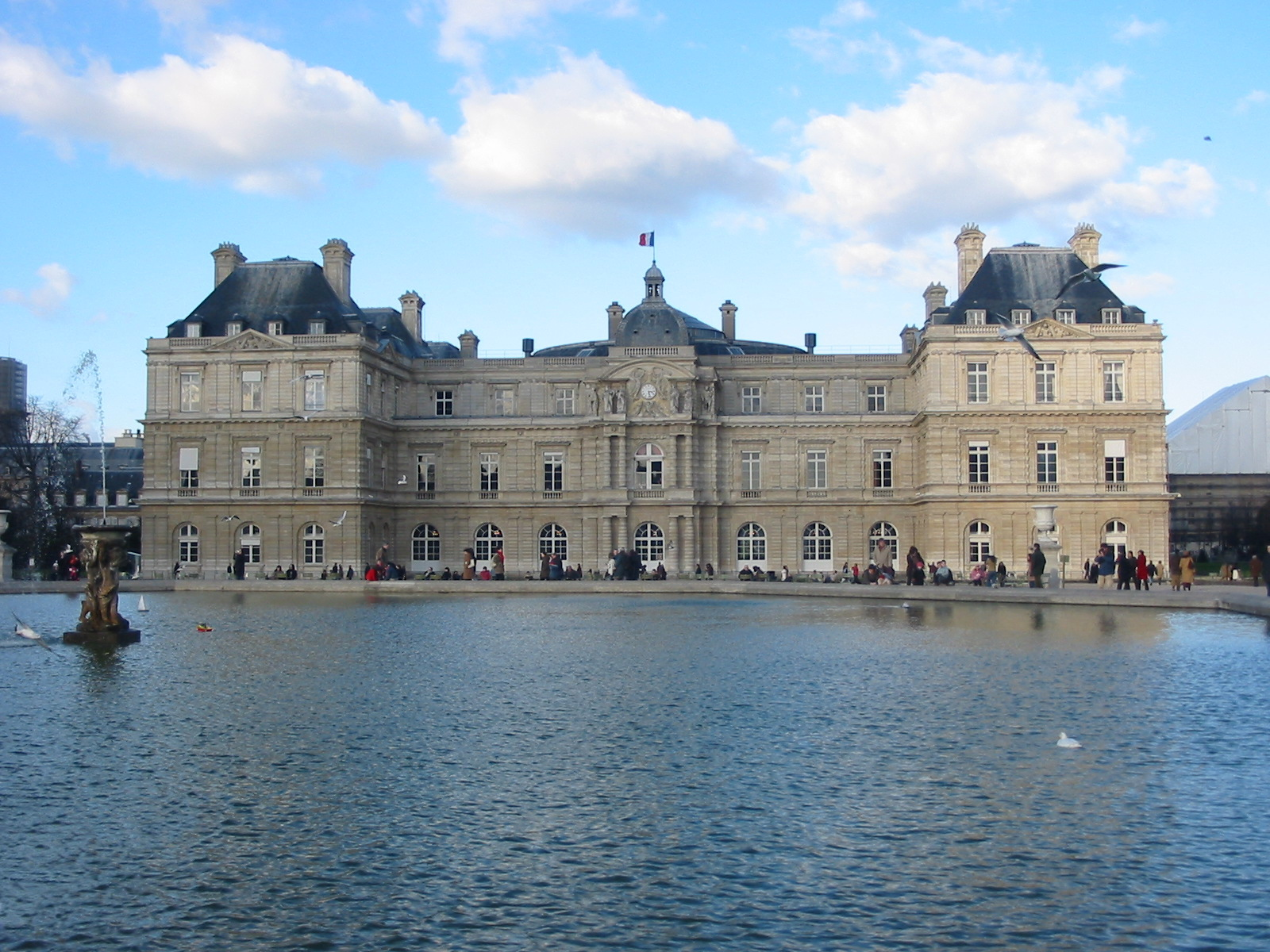
Luxembourgpalatset.

Palais du Luxembourg är ett palats i Paris 6:e arrondissement, beläget i den stora parken Jardin du Luxembourg. 
Palatset är säte för den franska senaten, men uppfördes ursprungligen som ett kungligt residens och användes av medlemmar av kungahuset tills det efter franska revolutionen blev en offentlig byggnad för olika ändamål. 

## Historik
Palatset uppfördes ursprungligen åt Maria av Medici av Salomon de Brosse mellan 1615 och 1631. Utsmyckningar har utförts av Nicolas Poussin och Philippe de Champaigne. När palatset var färdigt 1631, hade dock Maria av Medici landsförvisats. 
Maria av Medici överlät 1642 palatset på sin yngre favoritson Gaston av Orléans, som avled 1660. Palatset var 1660-1694 residens åt dennes dotter Elisabeth Marguerite av Orleans och tillhörde därefter kronan, innan det 1715 blev det officiella residenset för Marie Louise Élisabeth av Orléans. Palatset var under den tiden omtalat för dess ägares skandalösa privatliv, bland annat arrangerade hon tablåer där hon exponerade sin kropp utklädd till mytologiska figurer. 
Mellan 1750 och 1779 var Palais du Luxembourg ett offentligt museum som höll öppet för allmänheten två dagar i veckan. Det tillhörde sedan Ludvig XVI:s bror greve Ludvig av Provence. Under franska revolutionen tjänstgjorde det en tid som fängelse innan det blev regeringsbyggnad för Direktoriet. Det har sedan denna tid tjänstgjort som en fransk regeringsbyggnad, bland annat under Napoleons tid som förste konsul 1799-1804. 
Därefter blev det 1804 säte för senaten. Från 1818 inrymdes i Luxembourgpalatset statens samling av arbeten av ledande konstnärer. Den flyttades 1885 till en organgeriflygel, början till Musée du Luxembourg.
Under andra världskriget var det 1940-1944 rekvirerat av Hermann Göring som högkvarter för franska Luftwaffe, och användes som residens av Hugo Sperrle, som blev känd för sitt lyxliv där. Det utsågs till fästning under tyskarnas försvar av Paris, men fick endast begränsade skador. Palais du Luxembourg var sedan säte för fredskonferensen i Paris 1946.